# Psaumes de tous mes temps
Pour les articles homonymes, voir Psaume.
Psaumes de tous mes temps est un recueil de poèmes publiés par Patrice de La Tour du Pin dès 1938. Les quatre-vingt-dix psaumes sont réunis par le poète en 1974.

## Contexte
Célébré à 22 ans après la publication de La Quête de joie en 1933, écrit dans le secret de sa prière quotidienne, des psaumes qu'il publie dès 1938 aux Éditions Gallimard. Tout au long d'une existence vouée à l'écriture, semant dans les trois « jeux » de sa Somme de poésie ces poèmes très simples où il parle à Dieu « en familier », dans la plus pure tradition biblique.
Ils permettent d'entrer par la petite porte, la porte du cœur, dans un monument littéraire qu'est Une Some de poésie,. Ils réalisent le vœu que le jeune homme exprimait au seuil de son existence : « Voici que j'ai rêvé d'écrire la grande prière de l'Homme de ce temps. [...] Ma plus intime liturgie voudrait être la plus intime de chacun. »

## Quête
Il a été l’homme d’une quête, celle du Dieu de joie, le Christ pascal. « Un moment de tendresse qu’il a eu avec moi, / et j’ai été creusé pour la vie » (Psaume 5). Sa Somme de poésie, publiée en trois Jeux, a été remaniée à la fin de sa vie : Le jeu de l’homme en lui-même, Le jeu de l’homme devant les autres, Le jeu de l’homme devant Dieu. Ces jeux sont traversés par plusieurs genres littéraires : poésie, théâtre, bestiaire, prose, nouvelle, chanson, hymne, et le psaume qu’il affectionnait. 

### Crie du cœur
Est-il encore très loin, ton lieu de grâce ?

Mes démons se relaient pour m'étreindre à ta place,

ils m'offrent des miroirs où je lis ma folie ǃ

Brouille-les, mon Christ, toi qui m'aimes,

je ne veux pas me contempler moi-même,

je cherche ta face et ta vie.
— Patrice de La Tour du Pin, Extrait du psaume 35, en page 68, éd. 2018, Salvator.